# John Pielmeier
John Leonard Pielmeier (* 23. Februar 1949 in Altoona, Pennsylvania) ist ein US-amerikanischer Drehbuchautor und Schauspieler, bekannt für die Drehbücher zahlreicher TV-Produktionen.

## Leben
Pielmeier besuchte die Katholische Universität von Amerika, welche er mit einem Bachelor abschloss sowie die Pennsylvania State University. Er begann seine Karriere als Darsteller auf der Theaterbühne.
1976 schrieb er sein erstes Script für ein Stück namens A Chosen Room, welches in Minneapolis produziert wurde. 1979 wurde ein weiteres Stück Pielmeiers namens Agnes of God mit einem ersten Preis ausgezeichnet. 1983 schrieb er das Drehbuch für den Fernsehfilm Choices of the Heart, für welches er mit dem Christopher Award und dem Humanitas-Preis geehrt wurde. Er hat auch mehrere kurze Theaterstücke geschrieben, die bei Amateurtheatergruppen beliebt sind, z. B. Pillow Talk (10 min), welches nach Angaben des Autors immer noch ein überraschendes Autorenhonorar generiert. Manchmal gibt er auch Kurse im Drehbuch-Schreiben an Universitäten, z. B. 2013 an der Antioch University Santa Barbara.
1985 verfasste er das Drehbuch für den Film Agnes – Engel im Feuer, für welches er für den Writers Guild of America Award nominiert wurde. Seitdem ist er als Drehbuchautor für zahlreiche TV-Produktionen tätig. Bekannte darunter sind z. B. Die Sünden der Väter (2002), Hitler – Aufstieg des Bösen, ein Dokumentarfilm über den Serienmörder Gary Ridgway von 2008 und Die Säulen der Erde (2010).
Pielmeier ist seit 1982 mit der Autorin Irene O’Garden verheiratet. Das Paar lebt in Garrison im Staat New York.

## Filmografie
- 1983: Choices of the Heart
- 1985: Agnes – Engel im Feuer
- 1989: Rosamunde Pilcher: Die Muschelsucher (The Shell Seekers)
- 1990: Stranger – Rückkehr aus der Vergangenheit
- 1991: Späte Leidenschaft
- 1992: Under Arrest – Gefangen in der Hölle
- 1994: Der Ruf des Todes
- 1995: Auf der Spur einer Beichte
- 1997: Forbidden Territory: Stanley's Search for Livingstone
- 1998: Rescuers: Stories of Courage: Two Families
- 1999: Kill & Smile
- 2000: Flowers for Algernon
- 2001: Dodson’s Journey
- 2001: Gefangen in eisigen Tiefen (Submerged, Fernsehfilm)
- 2002: Die Sünden der Väter
- 2002: Talking to Heaven
- 2003: Hitler – Aufstieg des Bösen
- 2007: Sybil
- 2008: Green River: Die Spur des Killers
- 2008: The Memory Keeper’s Daughter
- 2009: Gifted Hands: The Ben Carson Story
- 2010: Patricia Cornwell – Folgen Gefahr und Undercover
- 2010: Die Säulen der Erde
- 2012: Die Tore der Welt (World Without End, Fernsehvierteiler/Mini-Serie)
- 2021: The Long Island Serial Killer: A Mother's Hunt for Justice (TV-Produktion nach einem wahren Kriminalfall)

## Theaterstücke
- 2011: Slow Dance With A Hot Pickup, Musical[4]
- 2019: The Exorcist, nach dem Film von William Friedkin[5]
- 2024: Courage, nach dem Buch von J. M. Barrie[6]

## Veröffentlichungen
- Hook's Tale Scribner, New York 2017, ISBN 978-1-5011-6105-6.